# Terry Sanford
Pour les articles homonymes, voir Sanford.
James Terry Sanford, né le 20 août 1917 à Laurinburg et mort le 18 avril 1998 à Durham, est un homme politique américain.

## Biographie
Diplômé de l'université de Caroline du Nord à Chapel Hill, il devient agent du Federal Bureau of Investigation (FBI). Engagé dans la Seconde Guerre mondiale, il reçoit notamment la Bronze Star.
Membre du Parti démocrate, Terry Sanford est, entre 1961 et 1965, le 65e gouverneur de Caroline du Nord. Il est candidat à deux reprises aux primaires démocrates en vue de l'élection présidentielle américaine, en 1972 et en 1976. Il est sénateur entre 1986 et 1993.
Fervent partisan de l'éducation publique, Terry Sanford introduit un certain nombre de réformes et de nouveaux programmes dans les écoles de Caroline du Nord et les institutions d'enseignement supérieur en tant que gouverneur de l'État, augmentant également le financement du budget de l'éducation. Il œuvre aussi pour les droits civiques.
De 1969 à 1985, Terry Sanford est président de l'université Duke.
En 1981, il est lauréat du prix James-Bryant-Conant.